# Adam de la Halle
Adam de la Halle és un trouvère nascut en el segle xiii, probablement a Arràs. És reconegut especialment per ser l'autor del Jeu de Robin et Marion, una obra de teatre datada entre el 1270 i el 1280, amb cançons intercalades. És una de les poques peces dramàtiques del segle xiii occidental que ha sobreviscut.
Part de la seva joventut la passà a l'Abadia de Vaucelles, on completà la seva formació musical. Se'l coneix també amb el motiu del Geperut d'Arràs, però, ell va protestar que mai va tenir tal defecte en el seu poema Roi de Sicile. Va participar en les lluites socials que agitaren el nord de França en el segle xiii. Es va haver de refugiar per aquest motiu a Douai, juntament amb el seu pare. En retornar a Arràs, es casà amb una jove anomenada Maria, de la qual parla freqüentment en les seves obres. Segons diu un altre trouvère, anomenat Jehan Madas, va estar agregat a la casa de Robert II, comte d'Artois i nebot de Sant Lluís, el qual van acompanyar en el seu viatge a Nàpols (1262). Després se'l troba al costat de Robert de Bethune, comte de Flandes, de Carles d'Anjou, germà de sant Lluís. Madas va afegir que viatjà llarg temps per l'Egipte, Palestina, Síria i Itàlia, i que va morir a Nàpols entre 1285 i 1288.
Conreà tots els gèneres de poesia coneguts en el seu temps: cançons, rondalles, motets, sàtires, cantars de gesta, jeux o peces teatrals, etc. Els caràcters distintius de les obres d'Adam de la Halle són elegància i delicadesa, agermanades amb una bona dosi d'enginyosa malícia i intenció picaresca. Entre les seves composicions hi figuren setze entremesos (jeux partis), un poemet, mig satíric i mig elegíac, titulat Le Congie, en què, imitant Baude Fastaul i Jean Bodel, refereix les seves aventures en estrofes de dotze versos octosíl·labs.
El 1282 va escriure en honor de Carles d'Anjou, Rei de Nàpols, el poema Roi de Sicile, elogiat per Muisis, bisbe de Tournai. Gran part de la celebritat de la qual gaudí fou deguda a dues farses, titulades el Jeu Adam ou Jeu de la feuillée i el Jeu de Robin et de Marion. Aquesta és la primera farsa profana en francès coneguda. Fou tan celebrada que en els amors de Robin i Marion s'han inspirat la major part de les cançons amoroses de l'edat mitjana. Seguint els costums de l'època, Adam de la Halle escrivia la música de llurs poesies i comèdies. Se l'hi atribueix també una altra obra: Le jeu du Pèlerin. El Congié, el Roi de Sicile i el Jeu de Adam són les úniques de les seves produccions que manquen de música. Les obres d'Adam de la Halle es troben en gran nombre de manuscrits que existeixen a París, Aix, Arràs, Montpeller, Cambrai, Oxford, Roma i Siena.

## Òpera
El compositor alemany Ernst Frank (1847-1889) va escriure una òpera dedicada a aquest personatge. Fou estrenada a Karlsruhe el 1880.